# 동방괴기담 ~ mystic square
《동방괴기담 ~ mystic square》(일본어: 東方怪綺談 〜 Mystic Square.)은 동방 프로젝트의 다섯번째 시리즈 게임이다. 제작은 오타 준야가 하였다. NEC PC-98로 나온 마지막 게임이며, 이후에 나온 게임부터는 마이크로소프트 윈도우로 대응하여 나온다.